# جائزة الملك عبد العزيز للكتاب
جائزة الملك عبد العزيز للكتاب هي منافسة علمية سنوية للأفراد فقط دون المؤسسات، متاحة للمختصين من السعوديين وغيرهم، تعنى بالكتب المؤلفة والمحققة والمترجمة ذات العلاقة بالتاريخ السعودي وتاريخ شبه الجزيرة العربية السياسي والاجتماعي والثقافي والاقتصادي والأثاري والجغرافي عبر العصور، وحضارة العالم الإسلامي.

## كيفية المشاركة
انطلقت الجائزة عام 2013 ـ 2014 م ، وتتولى هيئة مختصة في دارة الملك عبد العزيز بالسعودية إدارة الجائزة بداية من إعلان فترة الترشيح، ونهايتها، واستقبال الكتب المرشحة، وإجراءات التحكيم العلمي، ثم رفع توصياتها إلى مجلس إدارة الدارة لاعتماد الفائزين.

## أهدافها
- تشجيع الباحثين والمهتمين على التأليف في مجالات فروع الجائزة.
- دعم المؤلفات المتعلقة بتاريخ وجغرافية المملكة العربية السعودية والجزيرة العربية وآدابها المختلفة.
- الاهتمام بالدراسات المتعمقة عن المجتمع السعودي.
- تعزيزالدراسات التاريخية عن العالم الإسلامي وحضاراته عبر تاريخه.

## فروع الجائزة
للجائزة ثمانية فروع وقيمة الجائزة (800,000) ريال سعودي ، ينال كل فائز واحد أو الشركاء في التأليف للكتاب الفائز في كل فرع ب (100,000) ريال هي :
- الكتب المتعلقة بتاريخ الملك عبد العزيز والمملكة العربية السعودية.
- الكتب المعنية بجغرافية السعودية .
- الكتب المرتبطة بدراسات الأدب في السعودية .
- الكتب الدارسة للآثار في السعودية .
- الكتب التي تدرس حالات المجتمع السعودي عبر التاريخ الوطني.
- الكتب المتعلقة بتاريخ الجزيرة العربية عبر العصور.
- الكتب المختصة بدراسات التاريخ الإسلامي والحضارة الإسلامية .
- الكتب المتعلقة بالجزيرة العربية والمملكة العربية السعودية الصادرة باللغات الأجنبية.

## الشروط
الجائزة مخصصة للكتاب الذي يتوافق مع أهداف دارة الملك عبد العزيز، ويشترط فيه ، الآتي :
- التميز في موضوعه،والإضافة المعرفية في مجاله، والتقيد بمعايير المنهج العلمي المعروف .
- أن لا يكون مضى على صدور الكتاب أكثر من سنتين للطبعة الأولى له من تاريخ الإعلان عن الجائزة .
- أن لا يكون الكتاب قد فازفي وقت سابق بإحدى جوائز دارة الملك عبد العزيز أو غيرها من المؤسسات الثقافية .

## أحكام عامة
- تضع هيئة الجائزة كل عام جدولاً زمنياً للإعلان عنها وعن آخر موعد للتقديم وللترشيح وموعدالحفل الرسمي للإعلان عن الفائزين .
- الترشيح عن طريق المؤسسات العلمية والثقافية ودور النشر من داخل السعودية وخارجها،ويجوز للمؤلفين ترشيح مؤلفاتهم بشكل مباشر لنيل الجائزة.
- إذا كان للكتاب أكثر من مؤلف فيجب أن يكون التقديم للجائزة من قبلهم جميعاً.[1]

## النتائج

### الفائزون في فرع الكتب المتعلقة بتاريخ الملك عبد العزيز والمملكة العربية السعودية
| الدورة                | اسم الكتاب                                                                                 | المؤلف | المصدر |
| --------------------- | ------------------------------------------------------------------------------------------ | --- | ------ |
| الأولى 1434هـ /1435هـ | العلاقات بين الملك عبدالعزيز والملك حسين بن علي وضم الحجاز                                 | الدكتور أحمد آل فائع | [ 2 ]  |
| الثانية 1436هـ /2015  | عقد الجواهر والدرر في أخبار القرن الحادي عشر                                               | لمؤلفه محمد بن أبي بكر الشلي الحضرمي المكي (1030هـ/ 1093هـ) درسه وحقّقه كل من: الدكتور عبدالرحمن بن سليمان المزيني، والدكتور راشد بن سعد القحطاني | [ 3 ]  |
| الثالثة 1437 - 2016م  | الحياة الاجتماعية بمكة المكرمة في عهد الملك عبدالعزيز آل سعود 1343 ــ 1373ه /1924ـــ 1953م | الدكتورة إيمان بنت إبراهيم كيفي | [ 4 ]  |

### الفائزون في فرع الكتب المعنية بجغرافية المملكة العربية السعودية
| الدورة                | اسم الكتاب                                                                        | المؤلف               | المصدر |
| --------------------- | --------------------------------------------------------------------------------- | -------------------- | ------ |
| الأولى 1434هـ /1435هـ | الموارد السياحية في المملكة العربية السعودية: التوزيع والخصائص                    | الدكتور بدر الفقير   | [ 2 ]  |
| الثانية 1436هـ /2015  | معجم وجه الأرض وما يتعلق به من الجبال والآبار والجواء ونحوها في المأثورات الشعبية | محمد بن ناصر العبودي | [ 3 ]  |
| الثالثة 1437 - 2016م  | حُجبت لعدم ارتقاء الكتب المقدمة للاشتراطات العلمية للجائزة                         |                      | [ 4 ]  |

### الفائزون في فرع الكتب المرتبطة بدراسات الأدب في السعودية
| الدورة                | اسم الكتاب                                                          | المؤلف                           | المصدر |
| --------------------- | ------------------------------------------------------------------- | -------------------------------- | ------ |
| الأولى 1434هـ /1435هـ | كتابة الذات: دراسات في السيرة الذاتية                               | الدكتور صالح بن معيض الغامدي     | [ 2 ]  |
| الثانية 1436هـ /2015  | الحج في الشعر السعودي دراسة موضوعية وفنية للفترة بين 1351هـ- 1417هـ | الدكتور إبراهيم بن علي الدغيري   | [ 3 ]  |
| الثالثة 1437 - 2016م  | الباصرة الحجازية ؛ دراسة في أثر جماعة الديوان في الحجاز             | الدكتور عبدالرحمن بن حسن المحسني | [ 4 ]  |

### الفائزون في فرع الكتب الدارسة للآثار في السعودية
| الدورة                | اسم الكتاب                                                                        | المؤلف                                                                         | المصدر |
| --------------------- | --------------------------------------------------------------------------------- | ------------------------------------------------------------------------------ | ------ |
| الأولى 1434هـ /1435هـ | كنوز آثارية من دادان نتائج تنقيبات المواسم السبعة الأولى                          | مجموعة من المؤلفين بتحرير الدكتور سعيد السعيد والدكتور عبدالعزيز بن سعود الغزي | [ 2 ]  |
| الثانية 1436هـ /2015  | ثاج- دراسة أثرية ميدانية                                                          | الدكتور عوض بن علي السبالي الزهراني                                            | [ 3 ]  |
| الثالثة 1437 - 2016م  | المؤشرات الآثارية للعمارة السكنية التقليدية في جنوب غربي المملكة العربية السعودية | الدكتور أحمد بن محمد العبودي                                                   | [ 4 ]  |

### الفائزون في فرع الكتب التي تدرس حالاتالمجتمعالسعوديعبر التاريخ الوطني
| الدورة                | اسم الكتاب                                            | المؤلف                                                | المصدر                                                |
| --------------------- | ----------------------------------------------------- | ----------------------------------------------------- | ----------------------------------------------------- |
| الأولى 1434هـ /1435هـ | حجبت بسبب عدم ارتقاء الكتب المرشحة إلى مستوى الجائزة. | حجبت بسبب عدم ارتقاء الكتب المرشحة إلى مستوى الجائزة. | حجبت بسبب عدم ارتقاء الكتب المرشحة إلى مستوى الجائزة. |
| الثانية 1436هـ /2015  | حجبت بسبب عدم ارتقاء الكتب المرشحة إلى مستوى الجائزة. | حجبت بسبب عدم ارتقاء الكتب المرشحة إلى مستوى الجائزة. | حجبت بسبب عدم ارتقاء الكتب المرشحة إلى مستوى الجائزة. |
| الثالثة 1437 - 2016م  | الصور الذهنية عن منطقة جازان ـ انعكاسات التنمية       | الدكتور عبدالرحمن بن أحمد هيجان                       | [ 4 ]                                                 |

### الفائزون في فرع الكتب المتعلقة بتاريخ الجزيرة العربية عبر العصور
| الدورة                | اسم الكتاب                                                                       | المؤلف                       | المصدر |
| --------------------- | -------------------------------------------------------------------------------- | ---------------------------- | ------ |
| الأولى 1434هـ /1435هـ | بلاد الفلج (الأفلاج) والخرج بين الهمداني وناصر خسرو                              | الدكتور فهد الدامغ           | [ 2 ]  |
| الثانية 1436هـ /2015  | المدينة المنورة وشمال الحجاز في كتب الرحلات خلال القرنين التاسع والعاشر الهجريين | صالح بن مدة الجدعاني         | [ 3 ]  |
| الثالثة 1437 - 2016م  | جدة في التاريخ الحديث                                                            | الدكتور عبدالله بن سراج منسي | [ 4 ]  |

### الفائزون في فرع الكتب المختصة بدراسات التاريخ الإسلاميوالحضارة الإسلامية.
| الدورة                | اسم الكتاب                                                                | المؤلف                                   | المصدر |
| --------------------- | ------------------------------------------------------------------------- | ---------------------------------------- | ------ |
| الأولى 1434هـ /1435هـ | الزعامة المكية في المرحلة المدنية من العهد النبوي                         | الدكتور عبدالرحمن السنيدي                | [ 2 ]  |
| الثانية 1436هـ /2015  | منهج عمر بن الخطاب رضي الله عنه في مواجهة المشكلات الأمنية- دراسة تاريخية | الدكتورة مشاعة بنت جهيم بن مقبول العتيبي | [ 3 ]  |
| الثالثة 1437 - 2016م  | أثر السود في الحضارة الإسلامية                                            | الدكتور رشيد بندر الخيون                 | [ 4 ]  |

### الفائزون في فرع الكتب المتعلقة بالجزيرة العربية والمملكة العربية السعودية الصادرة باللغات الأجنبية
| الدورة                | اسم الكتاب                                                                                              | المؤلف                                                                        | موضوع الكتاب | المصدر |
| --------------------- | --- | ----------------------------------------------------------------------------- | --- | ------ |
| الأولى 1434هـ /1435هـ | ECONOMIC DIVERSIFICATION IRESOURCE ABUNDANT ECONOMIES THE CASE OF THE MINERALS INDUSTRY IN SAUDI ARABIA | الدكتور محمد بن إبراهيم الدغيري                                               | الكتاب في مجال الجغرافية الاقتصادية، ويتطرّق إلى أهمية التنوع الاقتصادي للمملكة بعيدًا عن النفط من خلال صناعة التعدين.    | [ 2 ]  |
| الثانية 1436هـ /2015  | حجبت بسبب عدم ارتقاء الكتب المرشحة إلى مستوى الجائزة.                                                   |                                                                               | | [ 3 ]  |
| الثالثة 1437 - 2016م  | Coastal Prehistory in Southwest Arabia and the Farasan Islands 2004-2009 Fields Investigations          | تحرير كل من : الدكتور عبدالله بن محمد الشارخ والأستاذ الدكتور جف نكولاس بايلي | يقدم الكتاب استكشاف البقايا الأثرية التي تعود إلى عصور ما قبل التاريخ في الجزيرة العربية وخصوصاً في جزئها الجنوبي الغربي | [ 4 ]  |

## وصلات خارجية
- الموقع الرسمي